# Донецьк (баскетбольний клуб)
«Донецьк» — український баскетбольний клуб з Донецька.
Талісманом команди є «Тигр», а в колірну гаму ігрової форми входять білий, чорний і жовтогарячий колір. Тигр — один із найбільших хижаків сімейства котячих, символізує грацію, спритність і величезну міць. Донецький «Тигр» є символом активності, боротьби, цілеспрямованості й успіху. Білий колір символізує чистоту, чеснота і радість, чорний колір у багатьох бойових мистецтвах означає вищий ранг, а помаранчевий — колір свята і благородства.
Баскетбольний клуб Донецьк грав в спорткомплексі Дружба — одній з найкращих арен в Україні.

## Історія
За часів Радянського Союзу в Донецьку існувала команда майстрів «Шахтар», яка мала реноме сильного кубкового бійця. Після здобуття країною незалежності, «гірники» ставали по разу срібними та бронзовими призерами національного чемпіонату, провели 24 матчі в рамках єврокубків.
У столиці Донбасу є багаторічні баскетбольні традиції, але професійної команди майстрів не було кілька років. У 2006 році за ініціативою Валерія Плеханова, який виступив засновником, а також зайняв пости президента і граючого тренера, а також ветеранів донецького баскетболу був організований БК «Донецьк».
Команда пройшла всі стадії становлення та професійного зростання. У сезоні 2006/2007 рр. «Донецьк» взяв участь у турнірі першої ліги. Дебютант змагань професіоналів виграв всі 34 матчі (рекорд, який можна лише повторити, але неможливо перевершити) і завоював право підвищитися у класі.
Наступний сезон БК «Донецьк» провів уже у вищій лізі, причому напередодні національної першості у команди з'явився титульний спонсор в особі банку «Родовід», а Сергій Дядечко став президентом нашого клубу. Симбіоз талановитої молоді і досвідчених гравців, що пройшли горнило Суперліги, допоміг впевнено пройти турнірну дистанцію. У 56 іграх регулярного чемпіонату БК «Донецьк» здобув 53 перемоги, один з лідерів команди Костянтин Галенкін був визнаний найкращим центровим турніру. «Тигри» стали володарями малих золотих медалей і достроково завоювали місце в Суперлізі України.
Напередодні старту сезону 2008/09 на чолі команди став олімпійський чемпіон латиш Ігорс Міглінієкс, а склад поповнили імениті титуловані легіонери і кандидати у національні збірні України, Білорусі та Пуерто-Рико. «Донецьк» отримав право стартувати в Кубку виклику ФІБА-Європа. Турнірні завдання перед амбіційним колективом поставлені найвищі: в рік дебюту опинитися в числі призерів національного чемпіонату і завоювати путівку в єврокубки.
Починаючи з сезону 2008—2009 року команда грає в Суперлізі України. БК Донецьк посів друге місце в сезоні 2008/2009, перегравши у півфіналі БК Київ і програвши у фіналі БК Азовмаш.

### Сезон 2013/14
Вперше за час виступів у Суперлізі БК «Донецьк» очолив український тренер Валерій Плеханов. Він запросив до складу американців Марко Кіллінгсуорта, Бена МакКолі, Бернарда Кінга, грузина Георгія Цинцадзе, українців Дениса Яковлєва і Максима Корнієнка.
БК «Донецьк» успішно проводив сезон, перебуваючи в числі лідерів Суперліги і своєї групи в Єдиній лізі ВТБ. Також донеччани вперше в історії вийшли у фінал Кубка України, але поступилися там «Будівельнику». Однак загострення ситуації в регіоні змусило клуб, піклуючись про безпеку легіонерів, навесні розлучитися з ними. З тієї ж причини БК «Донецьк» довелося відмовитися від участі в трьох завершальних матчах регулярного чемпіонату Єдиної ліги ВТБ, хоча на той момент команда вже забезпечила собі вихід в плей-оф. У національній першості легіонерів, які пішли, замінили вихованці власної школи, котрі виступали за дубль. Молоді гравці зуміли за короткий період влитися в команду, і в за підсумками сезону БК «Донецьк» зайняв доволі почесне в такій ситуації четверте місце.
Через початок військових дій в безпосередній близькості від міста влітку 2014 року БК «Донецьк» був змушений припинити існування

## Сезони
| Сезон     | Країна  | Чемпіонат/Місце                              | Кубок/Місце                           | Єврокубки/Місце |
| --------- | ------- | -------------------------------------------- | ------------------------------------- | --------------- |
| 2009/2010 | Україна | Українська баскетбольна суперліга/1-ше місце | Кубок української суперліги/3-є місце | не квал.        |
| 2009/2010 | Росія   | Єдина ліга ВТБ/3-місце Група А               | -                                     | -               |

## Склад команди

### 2006/2007[2]
| Номер | Гравець             | Позиція   | Рік народження | Зріст | Вага |
| ----- | ------------------- | --------- | -------------- | ----- | ---- |
| 5     | Євгеній Слюсарєв    | Захисник  | 1978           | 189   | 90   |
| 7     | Ігор Мальцев        | Захисник  | 1985           | 190   | 92   |
| 10    | Олексій Янгічер     | Захисник  | 1969           | 192   | 89   |
| 11    | Євген Ворнік        | Форвард   | 1986           | 207   | 85   |
| 12    | Михайло Насеннік    | Форвард   | 1983           | 197   | 85   |
| 13    | Роман Луценко       | Захисник  | 1985           | 186   | 86   |
| 17    | Юрій Петренко       | Центровий | 1984           | 212   | 102  |
| 19    | Костянтин Гальонкін | Форвард   | 1971           | 207   | 104  |
| 20    | Олександр Гончаров  | Форвард   | 1984           | 198   | 93   |

### 2012/2013
| Номер | Гравець           | Позиція        | Рік народження | Зріст | Вага |
| ----- | ----------------- | -------------- | -------------- | ----- | ---- |
| 4     | Маркі Перрі       | Захисник       | 1981           | 182   | 80   |
| 5     | Кріс Оуенс        | Нападник       | 1979           | 202   | 111  |
| 6     | Пі Джей Таккер    | Легкий Форвард | 1985           | 198   | 105  |
| 7     | Милутин Алексич   | Форвард        | 1982           | 203   | 98   |
| 8     | Артур Дроздов     | Нападник       | 1980           | 199   | 100  |
| 9     | Ігор Чумаков      | Центровий      | 1990           | 207   | 95   |
| 11    | Максим Івшин      | Центровий      | 1986           | 207   | 107  |
| 11    | Кривич Ростислав  | Форвард        | 1978           | 195   | 91   |
| 12    | Андрюс Мажутіс    | Захисник       | 1981           | 180   | 84   |
| 16    | Олексій Щепкін    | Защитник       | 1989           | 191   | 89   |
| 18    | Горан Іконич      | Форвард        | 1980           | 196   | 87   |
| 20    | Олександр Оснач   | Центровий      | 1990           | 201   | 90   |
| 21    | Рікардо Марш      | Форвард        | 1984           | 192   | 88   |
| 23    | Дмитро Забірченко | Захисник       | 1981           | 203   | 110  |

- Дядечко Сергій Володимирович — Президент
- Рамунас Бутаутас — Головний тренер БК Донецьк
- Зоран Калпич — Помічник головного тренера
- Олексій Цимбал — Помічник головного тренера
- Віргініус Мікалаускас — Тренер ЗФП
- Скотаренко Андрій — Адміністратор
- Лісіцин Дмитро — Доктор
- Медяник Геннадій — Массажист
- Авдусенко Євген Вікторович — Виконавчий директор
- Плеханов Валерій Миколайович — Генеральний директор

## Досягнення
- Чемпіон України: 2012
- Срібний призер чемпіонату України (2): 2009, 2011
- Фіналіст Кубка України: 2014

## Символіка клубу

### Емблема клубу

2006 р.
до 2010 р.
2010-2013 рр.
З 2013 р.

### Гімн клубу
Гімн клубу 2009 року написав дует Потап и Настя. Гімн написано російською мовою.
| Текст мовою оригіналу |
| Гімн клубу |
| --- |
| Это наш Донецк Это гордый клуб Это чемпион Знают все вокруг Донецкие тигры выигрывают игры Баскетбол мой спорт любимый Наш Донецк клуб самый сильный Мы болееи не по-детски За команду из Донецка В защиту быстро-быстро В атаку резко-резко На паркете мускулистые парни из Донецка Донецкие тигры выигрывают игры Нам горит звезда Выше всяких гор Вместе навсегда Донецк чемпион Вместе руки вверх Мы хотим услышать всех Пока Донецк Громче-громче Руки выше Пусть планета слышит наш Донецк Только Донецк Донецкие тигры выигрывают игры Над паркетом словно комета Мяч оранжевый в лучах света Это тигры взлетели в небо Это наша с вами победа Донецкие тигры выигрывают игры Это наш Донецк Это гордый клуб Это чемпион Знают все вокруг |
| Прослухати запис |
| Гімн клубу у виконанні Потапа и Насти |